# فهرست فرودگاه‌ها بر پایه کد یاتا
این مقاله، فهرست فرودگاه‌ها بر پایه کد یاتا ارائه شده‌است که به‌دلیل حجم زیاد، قرارگیری فهرست کامل آن‌ها در مقاله امکان‌پذیر نیست. این صفحه برای آسان‌سازی یافتن اطلاعات مورد نظر است.